# Gasverbrauchseinrichtung
Eine Gasverbrauchseinrichtung im erweiterten Sinne ist jedes Gerät, das Erdgas zur Energieumwandlung nutzt.
Im engeren Sinne wurde die Gasverbrauchseinrichtung über die Richtlinien 90/396/EWG und 2009/142/EG definiert. Die 2023 gültige Verordnung (EU) 2016/426  (EU-Gasgeräteverordnung) spricht von „Geräten zur Verbrennung gasförmiger Brennstoffe“.
Demnach gelten als Gasverbrauchseinrichtungen:
- Geräte, die zum Kochen, zum Heizen, zur Warmwasserbereitung, zu Kühl-, Beleuchtungs- oder Waschzwecken verwendet und mit gasförmigen Brennstoffen bei einer normalen Wassertemperatur von nicht mehr als 105 °C betrieben werden
- Gas-Gebläsebrenner und die zugehörigen Wärmeübertrager
- Geräte, die speziell zur Verwendung in industriellen Verfahren in Industriebetrieben bestimmt sind, z. B. Heißgaserzeuger.

Nach der Technischen Regel für Gasinstallationen (TRGI) werden Gasverbrauchseinrichtungen als Gasgeräte bezeichnet.
Entsprechende Produkte müssen mit der CE-Kennzeichnung versehen sein, bevor sie in den Verkehr gebracht und in Betrieb genommen werden dürfen.